# Valença (tiểu vùng)
Valença là một tiểu vùng thuộc bang Bahia, Brasil. Tiều vùng này có diện tích 5668 km², dân số năm 2007 là 237415 người.